# Madonna in trono e santi (Pinturicchio)
La Madonna in trono e santi è un dipinto a olio su tavola (318x257 cm) di Pinturicchio e collaboratori, databile al 1506-1508 e conservato nella chiesa di Sant'Andrea a Spello. Il contratto con i frati risale al 16 aprile 1506 e prevedeva un compenso di 160 ducati d'oro.

## Storia
La pala venne preparata dal Pinturicchio a Siena, dove il maestro si trovava impegnato alla Libreria Piccolomini e ad altre opere, e poi dipinta a Spello da alcuni collaboratori. Sicuramente Pinturicchio fornì i disegni per l'intera opera, condotta poi in larga parte da Eusebio da San Giorgio con una cornice dorata di Giovan Francesco Ciambella detto il Fantasia. Non è escluso però che il maestro si recò, seppur brevemente, a Spello, curando personalmente la parte centrale dell'opera.

## Descrizione e stile
Al centro si erge la Madonna col Bambino, teneramente abbracciati, su un sontuoso trono a nicchia, decorato all'antica con candelabre a grottesche ed elementi desunti dall'architettura classica. Sul fregio si trova l'inscrizione in lettere capitali dorate "AVE MARIA GRA[TIA] P[LENA]". Ai lati in alto volano due angeli simmetrici, molto vicini alle opere di Perugino, e alcuni cherubini.
Attorno al trono della Vergine si trova un consesso di santi che sono, da sinistra, sant'Andrea, titolare della chiesa, san Ludovico di Tolosa, santo francescano, san Giovannino leggente seduto sul gradino, san Francesco d'Assisi e san Lorenzo, con la graticola e una dalmatica istoriata con un Compianto e una Resurrezione di Cristo.
Alla mano diretta di Pinturicchio vengono in particolare riferiti il san Giovannino e la natura morta sullo sgabello e sul gradino in primo piano al centro, dove si trovano alcuni strumenti per la scrittura, sparsi con elegante casualità, e due lettere indirizzate al Pinturicchio stesso. In quella aperta si legge come il vescovo di Orvieto, Gentile Baglioni, richieda il veloce ritorno del pittore a Siena, dove lo attendeva Pandolfo Petrucci, il "Magnifico" e potente signore della città. La presenza di un tale documento mostra il compiacimento del pittore sul suo prestigio raggiunto e fornì forse una spiegazione ai frati locali per la sua veloce partenza da Spello.